# Путна Вітовт Казимирович
Вітовт Казимирович Путна (*12 квітня (31 березня) 1893 — пом. 12 червня 1937) — радянський військовик, комкор (1935), жертва сталінського Великого терору — розстріляний у 1937 році.

## Біографія
Народився в квітні 1893 року в селищі Мацконяй (Віленська губернія Російської імперії) у селянській родині. Рано почав трудову діяльність: спочатку пастухом у своєму селищі, згодом чорноробом у Ризі. У 1913 р за революційну агітацію серед робітників Риги був поміщений у в'язницю.
Після початку Першої світової війни був звільнений з в'язниці і в 1915 році направлений на фронт, де отримав важку травму від отруєння газами. У 1917 р закінчив школу прапорщиків і направлений служити в один з полків 12-ї армії. Будучи молодшим офіцером, проводив революційну агітацію серед солдатів свого полку.
У квітні 1918 р разом з батальйоном, в якому служив, добровільно вступив до складу Червоної армії. У військовому відділі Вітебського Ради був організатором частин РСЧА.
З травня 1918 року — військовий комісар м. Вітебська. У серпні-вересні 1918 г. — військовий комісар 1-й Смоленської піхотної дивізії. З вересня 1918 по травень 1919 року — воєнком 1-ї Смоленської (пізніше 26-ї стрілецька) дивізії. Із травня 1919 року командир 228-го Карельського стрілецького полку, із липня і 2-ї бригади цієї дивізії. З грудня 1919 року — начальник 27-ї стрілецької дивізії.
Учасник Громадянської війни на Східному та Західному фронтах.
За успішне командування дивізією та особисті бойові заслуги на Східному фронті був нагороджений орденом Червоного Прапора.
Після розгрому військ Колчака в Сибіру передислокував дивізію на Західний фронт, де в боях з поляками її частини показали високу виучку та майстерність. За ці та особисті досягнення Путна був нагороджений другим орденом Червоного Прапора. Третій орден Червоного Прапора був удостоєний за придушення Кронштадтського повстання у березні 1921 року.
Брав участь у боях з «бандами на Нижній Волзі».
27-ю Омською стрілецькою дивізєю В. К. Путна командував до вересня 1922 року. Із 1922 по 1923 рік — Слухач Вищих академічних курсів при Військовій академії РСЧА.
З травня 1923 року — начальник і воєнком 2-ї Московської піхотної школи. З квітня по жовтень 1924 — начальник і воєнком Управління по військовий підготовці при інспекторі РСЧА. З листопада того ж року — помічник інспектора РККА по піхоті. У 1924—1925 роках — Військовий радник в Китаї. З жовтня 1925 — заступник начальника Головного управління РСЧА. З листопада того ж року — начальник Управління військово-навчальних закладів РСЧА. З лютого по червень 1927 року — командир і воєнком 2-го стрілецького корпусу. З серпня 1927 року — на військово-дипломатичній роботі: військовий аташе при повноважному представництві СРСР в Японії (серпень 1927 — жовтень 1928), Фінляндії (листопад 1928 — квітень 1929), Німеччини (травень 1929 — липень 1931).
З липня 1931 року — командир і воєнком 14-го стрілецького корпусу. З січня 1932 до липня 1934 року — командувач Приморської групою військ Особливої Червонопрапорної Далекосхідної армії. З липня 1934 року — військовий аташе при повноважному представництві СРСР у Великій Британії.
У 1936 відкликаний до СРСР і 20 серпня 1936 року заарештований. На слідстві до нього застосовувалися тортури, після яких визнав себе винним в участі в антирадянській, троцькістській, військово-фашистській змові. Разом з М. М. Тухачевським, Й. Е. Якіром, І. П. Уборевичем Спеціальною присутністю Верховного суду СРСР 11 червня 1937 засуджений до страти. Розстріляний наступного дня.
Від 31 січня 1957 реабілітований.

## Нагороди
- Нагороджений трьома орденами Червоного Прапора (1919,1920,1921).

## Праці
- К Висле и обратно. М., 1927;
- Восточный фронт. (Штрихи). Изд. 2-е. М., 1959;
- Пятая армия в борьбе за Урал и Сибирь. — В первые дни. — На польском фронте. — Кронштадт 16—18 марта 1921 г.— В кн.: Этапы большого пути. М., 1962.